# Geloofsbelijdenis van Athanasius

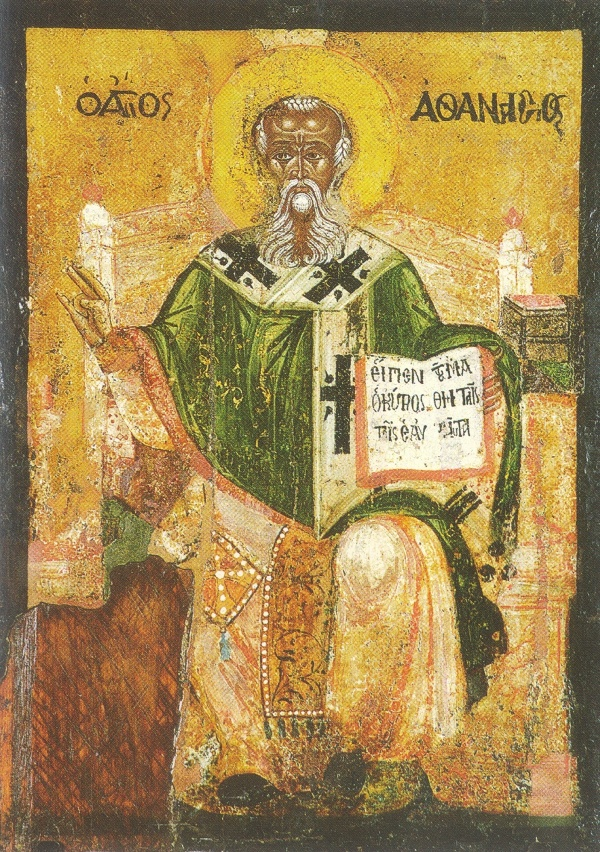
Athanasius

De Geloofsbelijdenis van Athanasius (in het Latijn: Symbolum Athanasianum of Quicumque vult) is een uiteenzetting van de christelijke leer die traditioneel wordt toegeschreven aan Athanasius (295-373), aartsbisschop van Alexandrië. De belijdenis is bedoeld om het arianisme te bestrijden, zoals ook Athanasius dat deed. Niet alle geschiedkundigen zijn het er over eens dat Athanasius de auteur is, omdat de tekst oorspronkelijk in het Latijn is geschreven en niet in het Grieks. De belijdenis is wellicht in de tweede helft van de vijfde eeuw ontstaan in Spanje of Zuid-Frankrijk. Haar theologie is sterk verwant aan die in de geschriften van westerse theologen, in het bijzonder die van Ambrosius van Milaan.
In de liturgie werd deze belijdenis opgelezen bij de zondagse priem in de westerse kerk; zij wordt niet gebruikt in de Oosters-orthodoxe Kerk.

## Tekst in Nederlandse vertaling
1. Al wie behouden wil worden, heeft vóór alles nodig, dat hij het katholieke geloof vasthoudt.
2. Wie dit niet volledig en ongeschonden bewaart, zal ongetwijfeld voor eeuwig verloren gaan.
3. Het katholieke geloof nu is, dat wij één God in de Drie-eenheid en de Drie-eenheid in de eenheid aanbidden,
4. zonder de Personen te vermengen of het Wezen te delen.
5. Want de Persoon van de Vader, die van de Zoon en die van de Heilige Geest zijn ieder een andere Persoon.
6. Maar één is de Godheid van de Vader en van de Zoon en van de Heilige Geest, gelijk is hun heerlijkheid en gelijk van eeuwigheid hun majesteit.
7. Zoals de Vader is, zo is de Zoon, zo is ook de Heilige Geest.
8. Ongeschapen is de Vader, ongeschapen de Zoon, ongeschapen de Heilige Geest.
9. Onmetelijk is de Vader, onmetelijk de Zoon, onmetelijk de Heilige Geest.
10. Eeuwig is de Vader, eeuwig de Zoon, eeuwig de Heilige Geest.
11. En toch zijn zij niet drie eeuwigen, maar één Eeuwige.
12. Zoals zij niet drie ongeschapenen zijn of drie onmetelijken, maar één Ongeschapene en één Onmetelijke.
13. Evenzo is de Vader almachtig, almachtig de Zoon, almachtig de Heilige Geest.
14. En toch zijn zij niet drie almachtigen, maar één Almachtige.
15. Zo is de Vader God, de Zoon God, en de Heilige Geest God.
16. En toch zijn zij niet drie Goden, maar één God.
17. Zo is de Vader Heer, de Zoon Heer en de Heilige Geest Heer.
18. En toch zijn zij niet drie Heren, maar één Heer.
19. Want evenzeer als wij door de christelijke waarheid genoodzaakt worden elke Persoon afzonderlijk als God en Heer te belijden, worden wij door het algemeen geloof er van weerhouden te spreken van drie Goden of Heren.
20. De Vader is door niemand gemaakt of geschapen of voortgebracht.
21. De Zoon is door de Vader alleen, niet gemaakt of geschapen, maar voortgebracht.
22. De Heilige Geest is door de Vader en de Zoon niet gemaakt of geschapen of voortgebracht, maar Hij gaat van Hen uit.
23. Eén Vader dus, niet drie Vaders, één Zoon, niet drie Zonen, één Heilige Geest, niet drie Heilige Geesten.
24. En in deze Drie-eenheid is niets eerder of later, niets groter of kleiner, maar alle drie Personen zijn aan elkaar gelijk in eeuwigheid en in hoedanigheid.
25. Zodat in alles, zoals reeds gezegd is, de eenheid in de Drie-eenheid en de Drie-eenheid in de eenheid te aanbidden is.
26. Wie derhalve behouden wil worden, moet deze overtuiging over de Drie-eenheid hebben.
27. Maar het is noodzakelijk voor zijn eeuwig behoud, dat hij ook de menswording van onze Heer Jezus Christus oprecht gelooft.
28. Het ware geloof is dan, dat wij geloven en belijden, dat onze Heer Jezus Christus, de Zoon van God, evenzeer God als mens is.
29. God is Hij, omdat Hij uit de natuur van de Vader vóór de tijden is voortgebracht; en mens is Hij, omdat Hij uit de natuur van zijn moeder ìn de tijd geboren is.
30. Ten volle God en ten volle mens, met een redelijke ziel en een menselijk lichaam,
31. gelijk aan de Vader naar zijn Godheid, minder dan de Vader naar zijn mensheid.
32. Hoewel Hij God is en mens, is Hij toch niet twee, maar één Christus.
33. Eén is Hij, echter niet doordat de Godheid is veranderd in mensheid, maar doordat Hij als God de mensheid heeft aangenomen.
34. Eén is Hij, volstrekt niet door een vermenging van naturen, maar door de eenheid van zijn Persoon.
35. Want zoals een redelijke ziel met het lichaam één mens is, zo is ook God en mens één Christus.
36. Die geleden heeft om ons behoud, is neergedaald in het rijk van de dood, op de derde dag opgestaan uit de doden,
37. opgevaren naar de hemel, en zit aan de rechterhand van de Vader, vanwaar Hij komen zal om te oordelen de levenden en de doden.
38. En bij zijn komst moeten alle mensen wederopstaan met hun lichaam en rekenschap afleggen van hun eigen daden.
39. En die het goede gedaan hebben zullen in het eeuwige leven gaan, maar die het kwade gedaan hebben in het eeuwige vuur.
40. Dit is het algemeen geloof. Wie dit niet oprecht en standvastig gelooft, kan niet behouden worden.

## Oorspronkelijke Latijnse tekst
1. Quicumque vult salvus esse, ante omnia opus est, ut teneat catholicam fidem:
2. Quam nisi quisque integram inviolatamque servaverit, absque dubio in aeternum peribit.
3. Fides autem catholica haec est: ut unum Deum in Trinitate, et Trinitatem in unitate veneremur.
4. Neque confundentes personas, neque substantiam separantes.
5. Alia est enim persona Patris, alia Filii, alia Spiritus Sancti:
6. Sed Patris, et Filii, et Spiritus Sancti una est Divinitas, aequalis gloria, coaeterna maiestas.
7. Qualis Pater, talis Filius, talis Spiritus Sanctus.
8. Increatus Pater, increatus Filius, increatus Spiritus Sanctus.
9. Immensus Pater, immensus Filius, immensus Spiritus Sanctus.
10. Aeternus Pater, aeternus Filius, aeternus Spiritus Sanctus.
11. Et tamen non tres aeterni, sed unus aeternus.
12. Sicut non tres increati, nec tres immensi, sed unus increatus, et unus immensus.
13. Similiter omnipotens Pater, omnipotens Filius, omnipotens Spiritus Sanctus.
14. Et tamen non tres omnipotentes, sed unus omnipotens.
15. Ita Deus Pater, Deus Filius, Deus Spiritus Sanctus.
16. Et tamen non tres Dii, sed unus est Deus.
17. Ita Dominus Pater, Dominus Filius, Dominus Spiritus Sanctus.
18. Et tamen non tres Domini, sed unus Dominus.
19. Quia sicut singillatim unamquamque Personam Deum et Dominum confiteri christiana veritate compellimur: ita tres Deos aut Dominos dicere catholica religione prohibemur.
20. Pater a nullo est factus: nec creatus, nec genitus.
21. Filius a Patre solo est: non factus, nec creatus, sed genitus.
22. Spiritus Sanctus a Patre et Filio: non factus, nec creatus, nec genitus, sed procedens.
23. Unus ergo Pater, non tres Patres: unus Filius, non tres Filii: unus Spiritus Sanctus, non tres Spiritus Sancti.
24. Et in hac Trinitate nihil prius aut posterius, nihil maius aut minus: sed totae tres personae coaeternae sibi sunt et coaequales.
25. Ita ut per omnia, sicut iam supra dictum est, et unitas in Trinitate, et Trinitas in unitate veneranda sit.
26. Qui vult ergo salvus esse, ita de Trinitate sentiat.
27. Sed necessarium est ad aeternam salutem, ut incarnationem quoque Domini nostri Iesu Christi fideliter credat.
28. Est ergo fides recta, ut credamus et confiteamur, quia Dominus noster Iesus Christus, Dei Filius, Deus et homo est.
29. Deus est ex substantia Patris ante saecula genitus: et homo est ex substantia matris in saeculo natus.
30. Perfectus Deus, perfectus homo: ex anima rationali et humana carne subsistens.
31. Aequalis Patri secundum Divinitatem: minor Patre secundum humanitatem.
32. Qui licet Deus sit et homo, non duo tamen, sed unus est Christus.
33. Unus autem, non conversione Divinitatis in carnem, sed assumptione humanitatis in Deum.
34. Unus omnino, non confusione substantiae, sed unitate personae.
35. Nam sicut anima rationalis et caro unus est homo: ita Deus et homo unus est Christus.
36. Qui passus est pro salute nostra: descendit ad inferos: tertia die resurrexit a mortuis.
37. Ascendit ad caelos, sedet ad dexteram Patris: inde venturus est iudicare vivos et mortuos.
38. Ad cuius adventum omnes homines resurgere habent cum corporibus suis, et reddituri sunt de factis propriis rationem.
39. Et qui bona egerunt ibunt in vitam aeternam: qui vero mala in ignem aeternum.
40. Haec est fides catholica, quam nisi quisque fideliter firmiterque crediderit, salvus esse non poterit.